# Vlaams Commissariaat voor de Media
Het Vlaams Commissariaat voor de Media (VCM) werd opgericht bij decreet van 17 december 1997 betreffende het Vlaams Commissariaat voor de Media en de Vlaamse Mediaraad (B.S. 13 januari 1998). Sind 2005 werd het vervangen door de Vlaamse Regulator voor de Media (VRM).

## Taken
Het Commissariaat had de volgende taken : 
1. Het toezicht op de naleving van en de sanctionering van de inbreuken op de bepalingen van de decreten betreffende de radio-omroep en de televisie, gecoördineerd op 25 januari 1995;
2. Het verlenen, het schorsen en het intrekken van de omroeperkenningen, met uitzondering van de erkenningen van de landelijke, regionale en lokale radio-omroepen, die verleend worden door de Vlaamse regering op advies van het Commissariaat;
3. Het afleveren, wijzigen, schorsen en intrekken van de zend- en transportvergunningen van de erkende omroepen;
4. Het afleveren, schorsen en intrekken van de vergunning om een kabelnet aan te leggen en te exploiteren;
5. Het geven en intrekken van de toestemming aan de kabelmaatschappijen om omroepprogramma's door te geven;
6. Het toezicht op de naleving en de sanctionering van de inbreuken op de bepalingen van het decreet van 17 maart 1998 houdende regelgeving van het recht op vrije nieuwsgaring en de uitzending van korte berichtgeving door de omroepen.

## Samenstelling
Het Commissariaat was samengesteld uit een voorzitter, twee commissarissen en drie plaatsvervangende commissarissen, die door de Vlaamse regering werden benoemd.
De leden van het Commissariaat werden benoemd voor zes jaar, hun mandaat kon eenmaal worden hernieuwd.
Om als voorzitter van het Commissariaat te worden benoemd moest men minstens vijfendertig jaar oud zijn en ten minste tien jaar het ambt van magistraat in de hoven en de rechtbanken of in de Raad van State hebben bekleed.
Een lid van het Commissariaat mocht geen politiek mandaat uitoefenen en geen binding hebben met een mediasector, -bedrijf of -instelling.